# Parque nacional Los Arrayanes

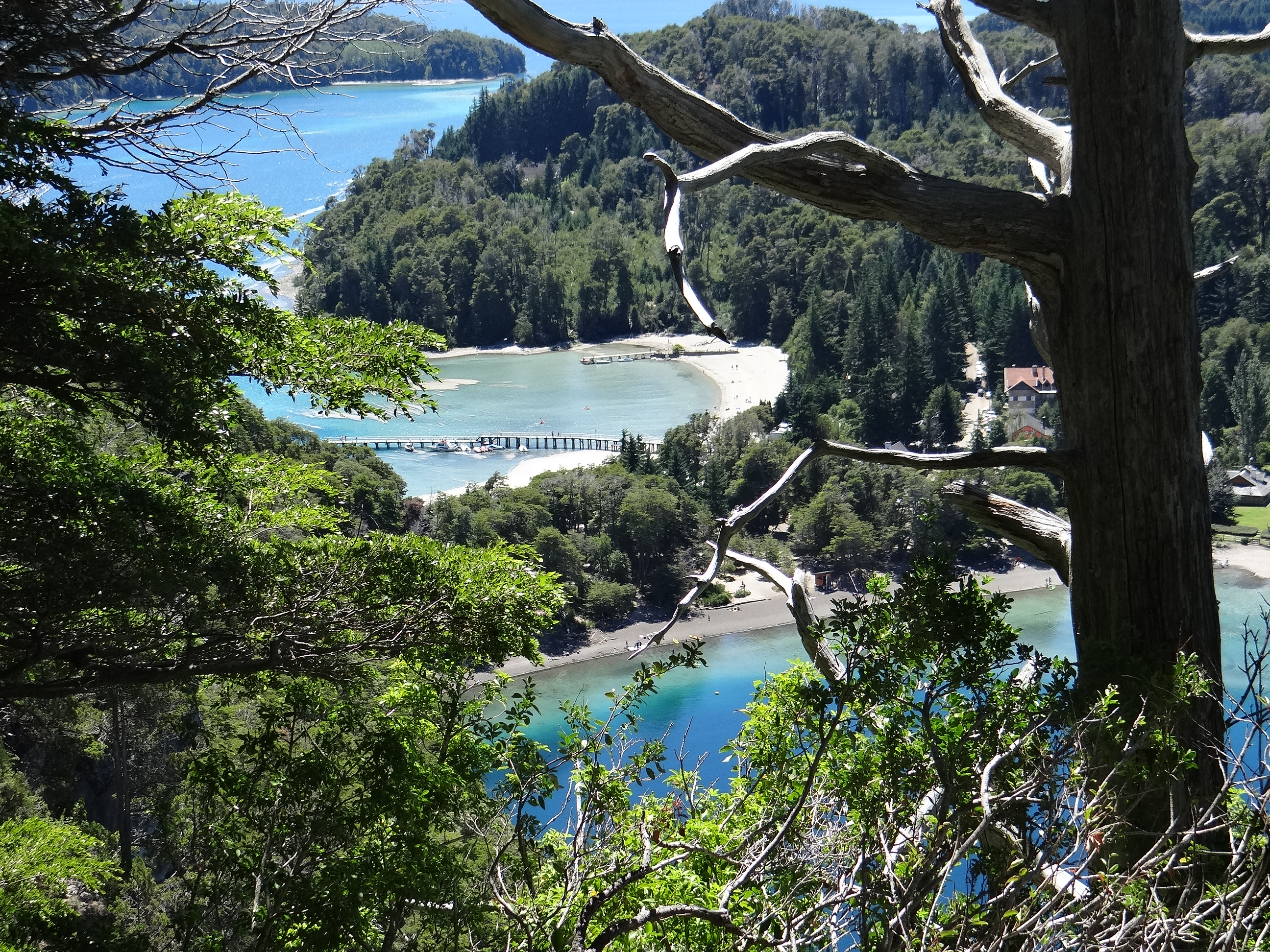
Istmo de Quetrihué visto desde el mirador de bahía Mansa en el bosque del parque nacional.

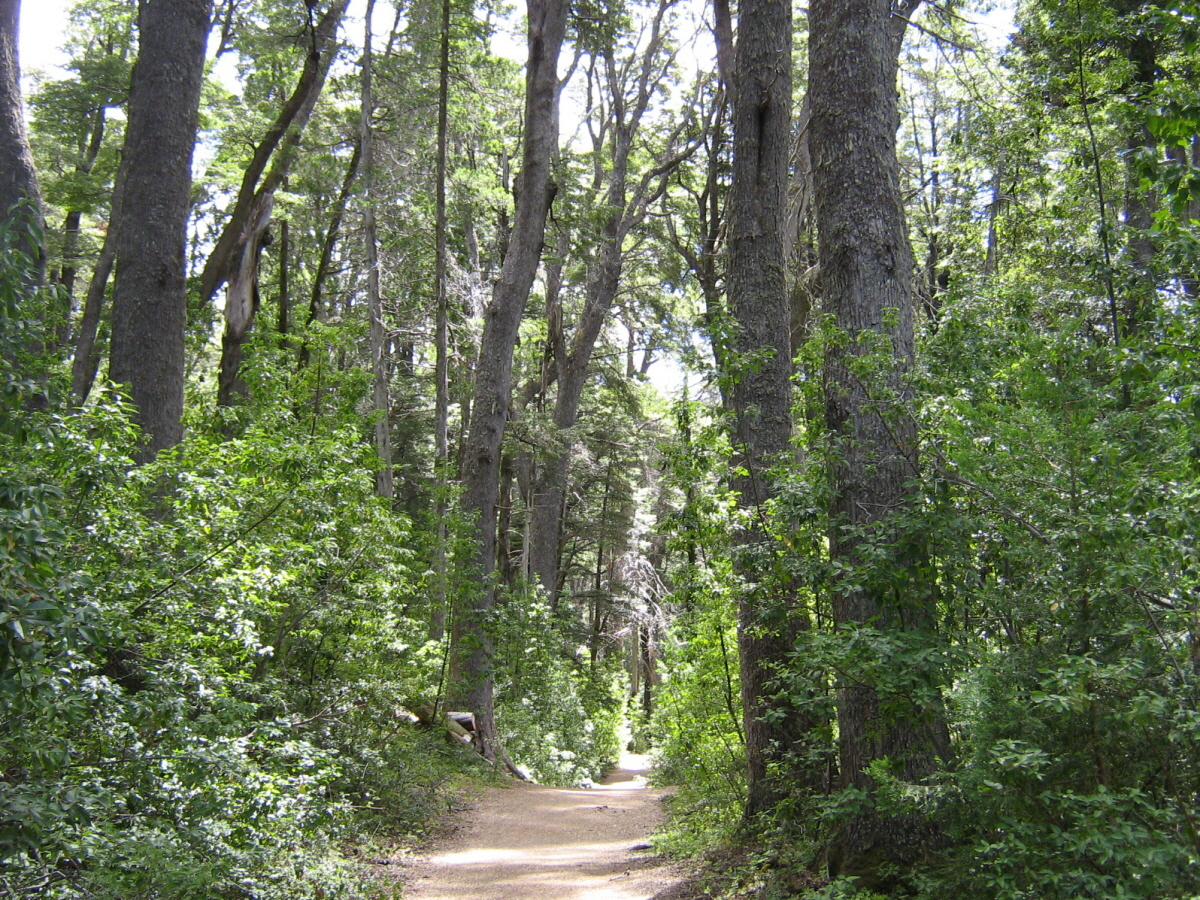
El sendero que atraviesa la península.

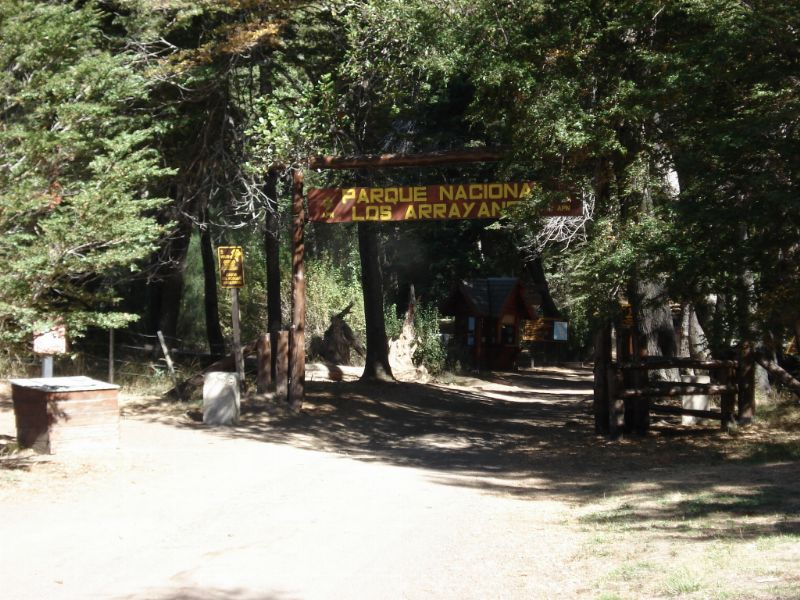
Entrada al parque nacional Los Arrayanes, en el istmo de Quetrihué.

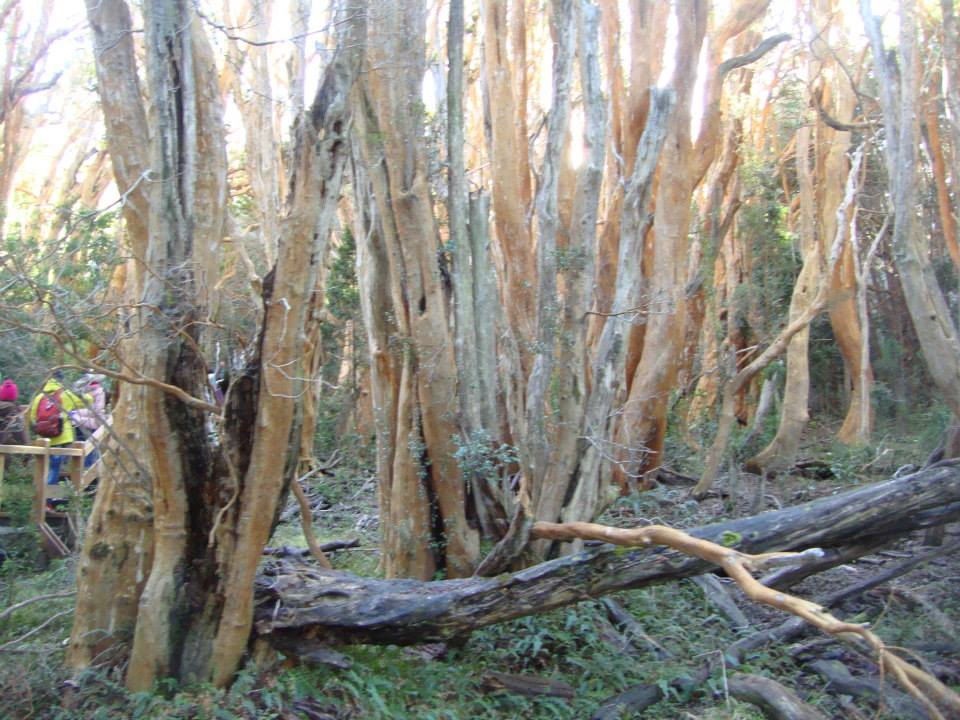
Recorrido por el sendero de los Arrayanes en Villa La Angostura

El parque nacional Los Arrayanes es un parque nacional ubicado en el departamento Los Lagos de la provincia del Neuquén en Argentina. Ocupa las 1796 ha de la península de Quetrihué, sobre la ribera norte del lago Nahuel Huapi.
Forma parte de la reserva de biosfera andino norpatagónica desde 2007.

## Historia previa
La península de Quetrihué integró el primer parque nacional de América Latina, el parque nacional del Sur, creado el 8 de abril de 1922 por decreto s/n del presidente Hipólito Yrigoyen. El 29 de septiembre de 1934, mediante la sanción de la ley n.° 12103 -promulgada el 9 de octubre de 1934-, fue creado el parque nacional Nahuel Huapi en reemplazo del parque nacional del Sur.

## Creación y legislación
El 11 de octubre de 1971, mediante la sanción y promulgación de la ley n.º 19292, la península de Quetrihué fue separada del parque nacional Nahuel Huapi y constituida en parque nacional Los Arrayanes. La decisión se originó en la importancia de la formación boscosa que alberga en su extremo sur, compuesta exclusivamente de arrayanes (Luma apiculata), un árbol de la familia de las mirtáceas de vistosa corteza color dorado y lento crecimiento. 

Artículo 1°.- Decláranse Parque Nacional las superficies comprendidas dentro de los límites que más adelante se expresan y de acuerdo a la siguiente denominación: (...) 3 - Parque Nacional Los Arrayanes.
 Artículo 3°.- Los límites de los Parques Nacionales a que se refiere el artículo primero son: (...) 3. PARQUE NACIONAL LOS ARRAYANES
 Este Parque Nacional está constituido por el lote pastoril número 10 de la Colonia Nahuel Huapi (península Beatriz).

Conjuntamente, el parque nacional Los Arrayanes y el parque nacional Nahuel Huapi integran una única unidad de conservación y manejo, cuyo centro administrativo (intendencia) funciona en la ciudad de San Carlos de Bariloche.

## Ecología
El parque exhibe una muestra de la ecorregión del bosque andino patagónico, en el que predominan las especies semicaducas, alternadas con turberas cuya extensión crece en latitudes más australes. 
El clima, sólo ligeramente atemperado por la influencia lacustre, es frío y húmedo, con intensos y constantes vientos del oeste; el valle en que se ubica es de origen glaciar, y hacia el oeste se levanta la cordillera de los Andes. La estación más húmeda es el invierno; las precipitaciones decrecen al alejarse de la cordillera, siendo en la península de unos 2000 mm anuales.
La extensión relativamente reducida del parque restringe la variedad de especies presentes; en las inmediaciones del lago se encuentra el bosque de arrayanes australes (llamados en mapudungun quetri[cita requerida] o temu), y junto a éste otras especies perennifolias, en especial el coihue. La vegetación arbórea incluye también ñires, cipreses de las Guaitecas[cita requerida], cipreses de  la Cordillera, radales, huahuanes, así como especies de menor altura como la patagua, el notro o el boldo. El sotobosque está formado sobre todo por maqui (Aristotelia chilensis), caña colihue y el arbusto introducido rosa mosqueta.
La fauna aviar es rica, e incluye tanto especies de hábito acuático, como el cormorán imperial, que anida en las islas vecinas, y el cauquén cabeza gris, como habitantes del bosque como el chucao, varias especies de pájaros carpinteros, y el rayadito.
Junto al agua también se encuentra el fuertemente protegido lobito de río patagónico: el huillín. Las especies del bosque resultan de difícil avistaje debido a su comportamiento huidizo; incluyen al monito de monte —que, pese a su nombre, no es un primate, sino un pequeño marsupial—, el zorro colorado o culpeo, el gato huiña, y uno de los artiodáctilos más pequeños, el pudú.
|         |
| Arrayán |

|                 |
| Monito de monte |

|        |
| Chucao |

## Problemas de conservación

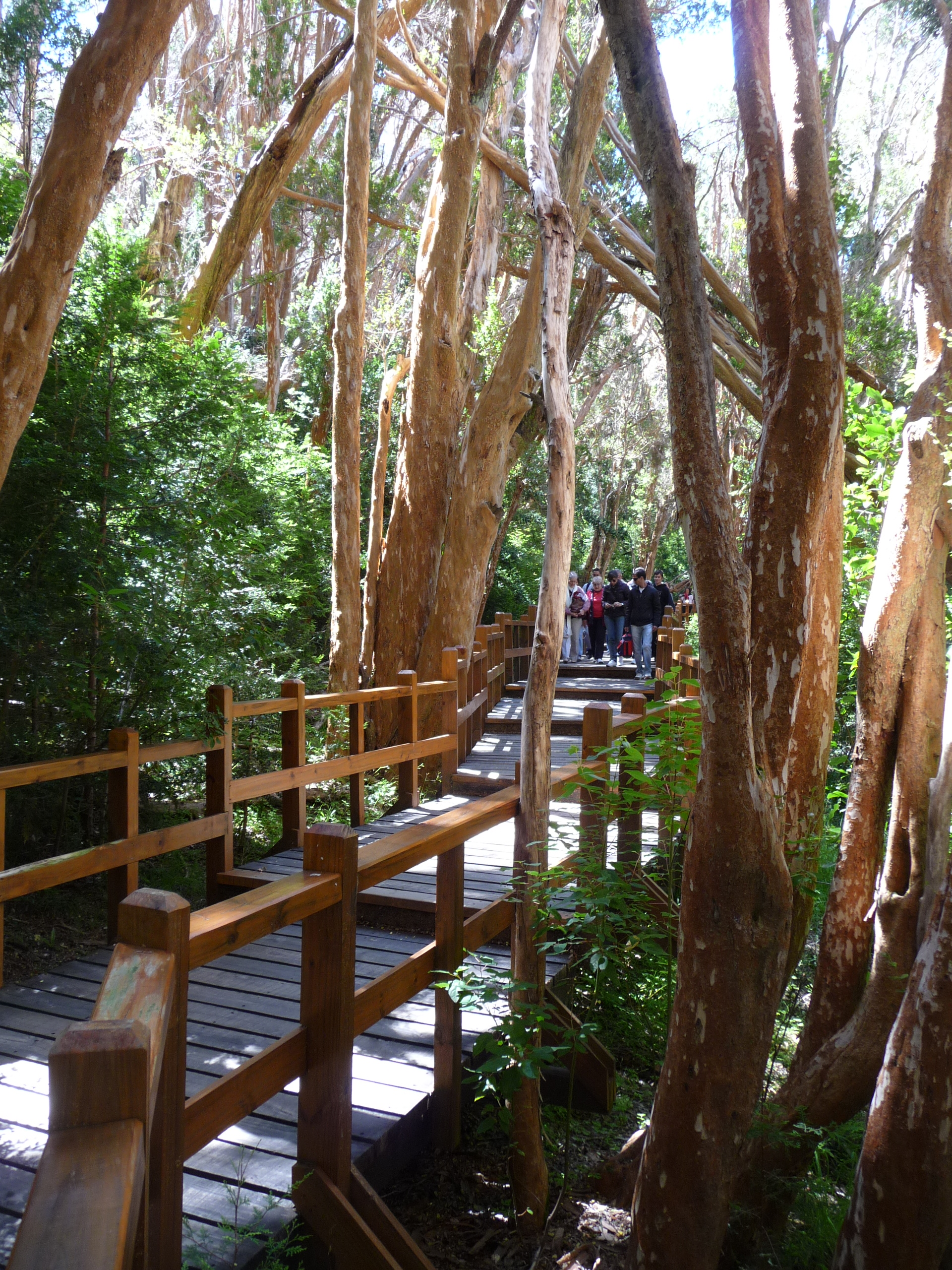
Sendero turístico en el bosque de arrayanes.

Además de la competencia que representa para las especies nativas la introducción de animales exóticos importados de Europa, en especial el jabalí y la liebre europea, y del ganado vacuno, el turismo ha representado un grave daño para la vegetación, en especial los arrayanes. Debido a su lento crecimiento, los ejemplares juveniles eran destruidos inadvertidamente por los visitantes, mientras que la remoción de la vegetación superficial provocó la exposición de las raíces de los ejemplares mayores, dañándolos de manera irremediable en algunos casos. Hoy un sendero cubierto delimita el área del bosque que puede visitarse, y un área del parque ha sido designada reserva natural estricta, estando prohibida la visita a la misma.

## Acceso
El acceso al parque puede realizarse tanto por vía lacustre como por vía terrestre.

### Por vía lacustre y común

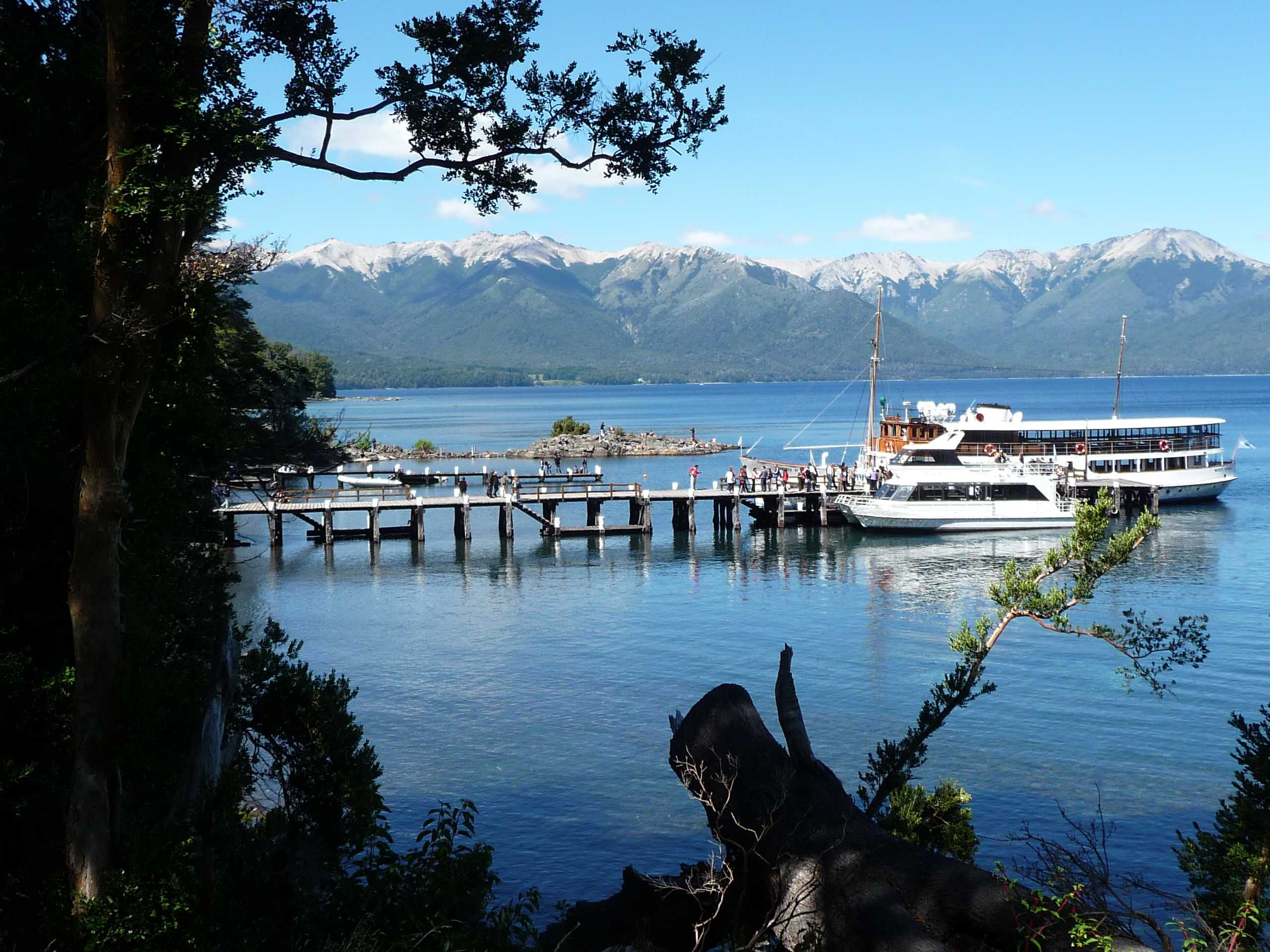
Embarcadero en la península de Quetrihué. Amarrado al muelle se ve la Modesta Victoria.

Desde BarilocheSe puede acceder partiendo de Puerto Pañuelo, próximo a la ciudad de Bariloche, navegando a través del Lago Nahuel Huapi mediante un servicio de catamaranes, excursión donde se visita también la isla Victoria.

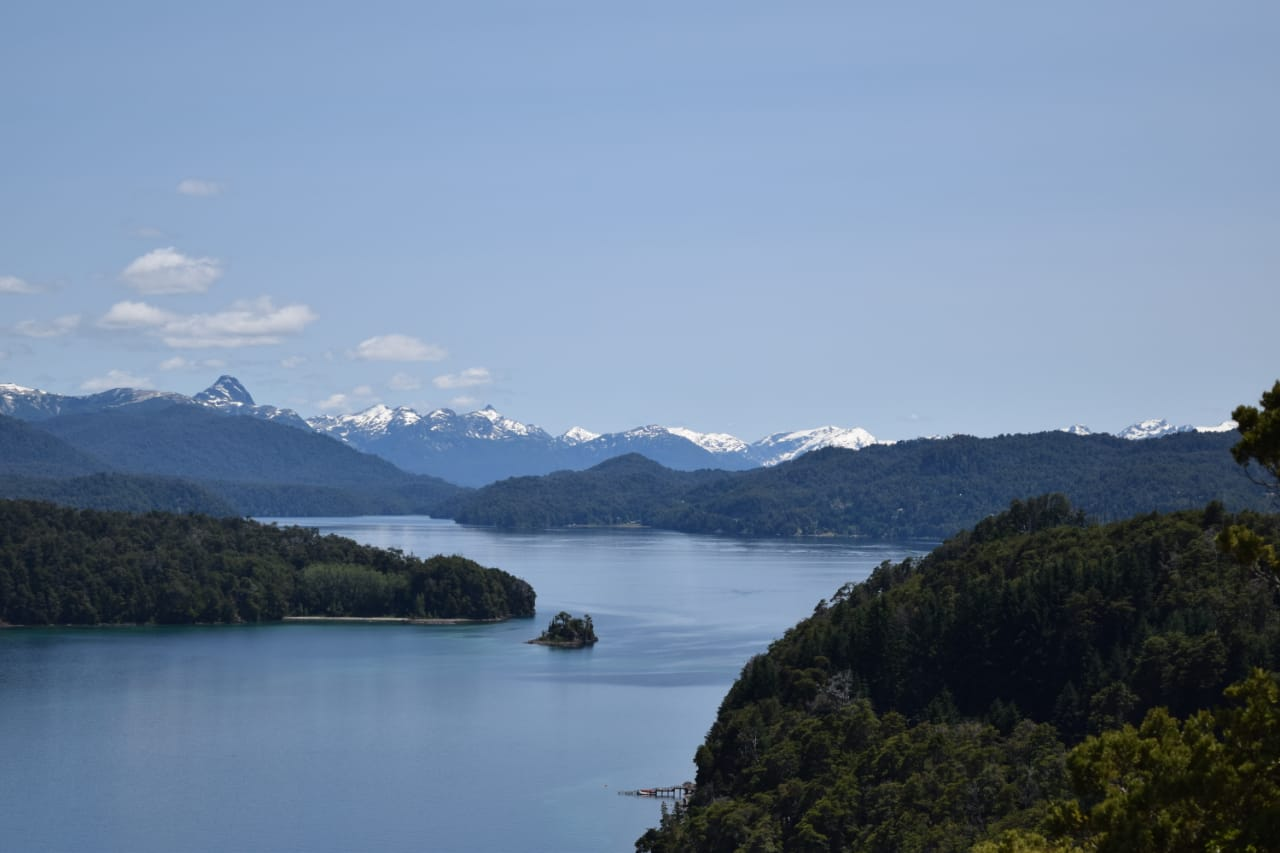
Vista desde el Mirador de Bosque de los Arrayanes desde Villa La Angostura.

Desde Villa La AngosturaSe puede acceder también embarcando desde los puertos del istmo de Quetrihué en las bahías Mansa, Brava y Manzano de Villa La Angostura.

### Por vía terrestre
Por tierra, desde la casi inmediata localidad de Villa La Angostura comienza un sendero peatonal de casi 13 km que recorre la sección más interesante del área abierta al público, conectando esa localidad con el bosque de arrayanes. A 1 km de su inicio, se puede acceder también a un punto panorámico. 
No hay centro de interpretación en el mismo parque, pero la zona del bosque de arrayanes está señalizada para explicar las etapas del crecimiento de esta especie. Está permitido acampar en Villa La Angostura pero no dentro de este parque nacional.